# لاين ر. إدغار
لاين ر. إدغار (بالإنجليزية: Iain R. Edgar)‏ هو عالم إنسان بريطاني، ولد في 1948.